# 首都高速道路

首都高速道路路網圖
（2018年3月10日10號晴海線晴海-豐洲路段通車起）

首都高速道路（日语：／ Shuto Kōsoku dōro */?）是日本首都圈、即東京都會區的都市高速道路系統，由首都高速道路株式會社營運，共有24條路線，分屬東京線、神奈川線、埼玉線等3大子系統；總長337.8公里（管理318.9公里、新設18.9公里），涵蓋東京都、神奈川縣、埼玉縣、千葉縣等一級行政區。一般簡稱為首都高速、首都高，這兩個簡稱同時也是首都高速道路株式會社的註冊商標。首都高速道路與東京的地鐵、通勤鐵路系統，共同構成東京都會區交通的骨幹。
首都高速道路的各路線，是日本道路法所規定的都縣道（東京、神奈川、埼玉、千葉）與市道（橫濱、川崎），依據道路構造令的「都會區快速道路」（都市部自動車專用道路；第2種第1級、第2級）分類。此外，在東京都內的路線不納入都道系統，但是橫跨東京都及相鄰縣份的路線則編有都縣道編號。

## 路線
以下為首都高速的路線。這裡列出的是基本的路線名稱與編號，可能與計劃不同階段時的名稱有所差別。

### 東京線
包含東京都內、千葉縣內路線與埼玉縣內東京外環自動車道以南的路線。以環狀道路都心環狀線 (C1) 放射出的放射狀路線，從1號上野・羽田線開始以順時針方向編號至11號台場線。

#### 環狀線
C1 高速都心環狀線（江戶橋系統交流道～濱崎橋系統交流道～谷町系統交流道～三宅坂系統交流道～江戶橋系統交流道的環狀線）
- 都道首都高速1號線（江戶橋系統交流道 - 汐留系統交流道 - 濱崎橋系統交流道）
- 都道首都高速2號線（濱崎橋系統交流道 - 一之橋系統交流道）
- 都道首都高速2號分歧線（一之橋系統交流道 - 谷町系統交流道）
- 都道首都高速3號線（谷町系統交流道 - 三宅坂系統交流道）
- 都道首都高速4號線（三宅坂系統交流道 - 神田橋系統交流道）、同路線分歧線（神田橋系統交流道 - 江戶橋系統交流道）
- 都道首都高速8號線（京橋系統交流道 - 東銀座出口）

 C2 高速中央環狀線（大井系統交流道～大橋系統交流道～西新宿系統交流道～板橋系統交流道～江北系統交流道～小菅系統交流道～堀切系統交流道～葛西系統交流道）
- 都道首都高速品川目黑線（大井系統交流道 - 大橋系統交流道）
- 都道首都高速目黒板橋線（大橋系統交流道 - 熊野町系統交流道）
- 都道首都高速5號線（熊野町系統交流道 - 板橋系統交流道）
- 都道首都高速板橋足立線（板橋系統交流道 - 江北系統交流道）
- 都道高速葛飾川口線（江北系統交流道 - 小菅系統交流道）
- 都道首都高速6號線（小菅系統交流道 - 堀切系統交流道）
- 都道首都高速葛飾江戶川線（堀切系統交流道 - 葛西系統交流道）
- 山手隧道（葛西系統交流道 - 大井系統交流道）

葛西系統交流道與大井系統交流道之間屬於高速灣岸線的一部分。

#### 放射線
1 高速1號上野線（江戶橋系統交流道 - 入谷出入口）
 1 高速1號羽田線（濱崎橋系統交流道 - 高速多摩川橋）
- 都道首都高速1號線（入谷 - 江戶橋系統交流道 - 濱崎橋系統交流道 - 羽田）
- 都道147號高速横濱羽田機場線（羽田 - 高速多摩川橋）

 2 高速2號目黑線（一之橋系統交流道 - 戶越出入口）
- 都道首都高速2號線（汐留乘換所 - 荏原）

 3 高速3號澀谷線（谷町系統交流道 - 用賀）
- 都道首都高速3號線（三宅坂系統交流道 - 用賀）

 4 高速4號新宿線（三宅坂系統交流道 - 高井戶）
- 都道首都高速4號線（西銀座系統交流道 - 神田橋系統交流道 - 三宅坂系統交流道 - 高井戶）

 5 高速5號池袋線（竹橋系統交流道 - 美女木系統交流道）
- 都道首都高速5號線（竹橋系統交流道 - 高島平）
- 都道254號高速板橋戶田線・埼玉縣道254戶高速板橋戶田線（高島平 - 美女木系統交流道）

 6 高速6號向島線（江戶橋系統交流道 - 堀切系統交流道）
 6 高速6號三鄉線（小菅系統交流道 - 三鄉系統交流道）
- 都道首都高速6號線（江戸橋系統交流道 - 加平）
- 都道243號高速足立三郷線・埼玉縣道243號高速足立三郷線（加平 - 三郷系統交流道）

 7 高速7號小松川線（兩國系統交流道 - 谷河内）
- 都道首都高速7號線

 8 （空號）
- 都道首都高速8號線因為長度太短（京橋到銀座間僅數百公尺），一般被視為都心環狀線的一部分。

 9 高速9號深川線（箱崎系統交流道 - 辰巳系統交流道）
- 都道首都高速9號線

 10 高速10號晴海線（晴海出入口 - 東雲系統交流道）
- 都道首都高速晴海線

 11 高速11號台場線（芝浦系統交流道 - 有明系統交流道）
- 都道首都高速11号線

 S1 高速川口線（江北 - 川口系統交流道）
- 都道242號高速葛飾川口線・埼玉縣道242號高速葛飾川口線（小菅系統交流道 - 川口系統交流道）

#### 其他路線
Y 高速八重洲線（神田橋系統交流道 - 西銀座系統交流道、汐留乗繼所 - 汐留系統交流道）
- 都道首都高速4號線（神田橋系統交流道 - 西銀座系統交流道）
- 都道首都高速2號線（汐留乗繼所 - 汐留系統交流道）

 B 高速灣岸線（多摩川隧道 - 市川系統交流道）
- 都道294號高速灣岸線・千葉縣道294號高速灣岸線

 B 高速灣岸分歧線（昭和島系統交流道 - 東海系統交流道）
- 都道首都高速灣岸分歧線

### 神奈川線
K1 高速神奈川1號橫羽線 　（高速多摩川橋 - 石川町系統交流道）
- 神奈川縣道147號高速横濱羽田機場線

 K2 高速神奈川2號三澤線 　（金港系統交流道 - 三澤）
- 横濱市道高速1號線

 K3 高速神奈川3號狩場線 　（本牧系統交流道 - 狩場）
- 神奈川縣道147號高速横濱羽田機場線（本牧系統交流道 - 石川町系統交流道）
- 横濱市道高速2號線（石川町系統交流道 - 狩場）

 K4 高速神奈川4號磯子線（阪東橋系統交流道（暫稱） - 灣岸線（磯子區磯子1丁目附近：系統交流道名稱未定））
- 本路線仍處於規劃中階段。

 K5 高速神奈川5號大黑線　 （大黑系統交流道 - 生麥系統交流道）
- 横浜市道高速灣岸線

 K6 高速神奈川6號川崎線 　（大師系統交流道 - 川崎浮島系統交流道)
- 川崎市道高速縱貫線

 K7 高速神奈川7號橫濱北線（港北系統交流道 - 生麥系統交流道）
- 橫濱市道高速橫濱環狀北線

 B 高速灣岸線 　（並木 - 多摩川隧道）
- 神奈川縣道294號高速灣岸線（並木 - 多摩川隧道）
- 横濱市道高速灣岸線（本牧埠頭 - 大黑系統交流道）

### 埼玉線
S2 高速埼玉新都心線（與野出入口 - 埼玉見沼出入口）
- 埼玉縣道124號高速埼玉戶田線

S5 高速埼玉大宮線 　（美女木系統交流道 - 與野出入口）
- 埼玉縣道124號高速埼玉戶田線
- S1 高速川口線（江北系統交流道 - 川口系統交流道）、5 高速5號池袋線（竹橋系統交流道 - 美女木系統交流道）（埼玉縣內路段屬東京線）
- S3、S4目前為空號，因為高速5號池袋線的延長路線(高速埼玉大宮線)為方便被視為S5，現在暫時沒有付諸S3、S4實行的計畫。

### 建設中・事業中路線
因為還有路線稱呼尚未決定路線，目前道路法上的路線名同時為基本計畫的路線名。
以下的斜體字為暫稱

#### 東京線
- 首都高速晴海線（晴海臨時出入口 - 豐洲出入口）[2]

#### 神奈川線
- 高速川崎縱貫線I期（富士見出入口～大師系統交流道）/II期請參考川崎縱貫道路（日语：川崎縦貫道路）。

- 川崎市道高速縦貫線

- 高速橫濱環狀西北線（橫濱青葉交流道 - 橫濱港北系統交流道）

- 橫濱市道高速橫濱環狀西北線

#### 埼玉縣
- 新大宮上尾道路（日语：新大宮上尾道路）（與野系統交流道 - 上尾南出入口）：2017年事業化，開通時間未定[3]

- 國道17號繞道（新大宮繞道、上尾道路本線、S5 高速埼玉大宮線延伸段）
- 新大宮上尾道路上尾南出入口往北經首都圈中央連絡自動車道桶川北本交流道（系統交流道）至箕田（埼玉縣鴻巢市）被規劃為地域高規格道路計畫路線，但該區間尚未事業化。

## 首都高速道路株式會社
首都高速公路的經營機構為首都高速道路株式會社（日语：／ Shuto kōsokudōro Kabushiki kaisha */?），前身為1959年6月17日成立的首都高速道路公團，自2005年10月1日起民營化（實為公司化）改制為株式會社。
首都高速道路株式會社於2005年10月1日依據高速道路株式會社法而成立。根據日本道路公團等民營化關係法施行法，與日本高速道路保有、債務返還機構（以下簡稱「機構」）一同繼承首都高速道路公團的業務。
首都高速道路株式會社是由政府（國家）及地方自治體同時持有3分1以上股票的特殊會社，政府亦提供債務保證。另一方面，毎個事業計畫與社債的募集、資金的借入皆需經過國土交通大臣的認可。部份建設費用可以由政府得到無利息借貸。
目前其企業標語為「人、街道、生活網絡」（ひと・まち・くらしをネットワーク）。

### 基本理念
首都高速道路的網絡連結了首都圈的生活與安全，為豐富舒適的社會創造貢獻。

### 經營理念
- 旅客第一

追求安全、舒適與快捷，使旅客能得到最高品質的服務。
- 與大眾共生

與社會大眾共生，以實現優良環境與發展社會為目標。
- 社會責任

高度透明性與倫理，建立旅客，社會大眾和投資家的信任關係。
- 自立經營

進行有效健全的經營，在新領域也積極展開。
- 活力職場

社員致力於提升自身能力，在職場取得成就感。

### 歷代社長
- 第1任社長　 橋本鋼太郎
- 第2任社長　佐佐木克已
- 第3任社長　橋本圭一郎
- 第4任社長　菅原秀夫
- 第5任社長　宮田年耕

### 業務
首都高速道路的業務範圍是根據與機構簽訂的協定而進行。
- 高速道路的新建或改建。完成時，道路資產和債務一同歸屬機構。
- 機構擁有道路資產，首都高速道路負責管理。

## 歷史
東京在太平洋戰爭爆發前就已有建設高速公路的構想，但是在1950年代後半本構想才隨著戰後經濟高度發展而提出討論。當年東京各地因為私家車的急遽增加造成頻繁的大塞車，日本政府為解決問題而決定了首都高速的建設。
- 1959年（昭和34年）6月17日 : 首都高速道路公團誕生。
- 1962年（昭和37年）12月20日 : 首都高速道路第一條路線京橋 - 芝浦 (4.5km) 通車。收費方式則採用均一收費制。
- 1963年（昭和38年）12月21日 : 本町 - 京橋 (1.9km)、1號羽田線芝浦 - 鈴森出入口 (6.4km)、都心環狀線吳服橋出入口 - 江戶橋系統交流道 (0.6km) 通車。
- 1964年（昭和39年）8月2日 : 1號羽田線鈴森 - 機場西出入口 (4.6km)、八重洲線汐留系統交流道 - 新橋 (0.3km)、神田橋出入口- 4號新宿線初台出入口 (9.8km)、都心環狀線吳服橋 - 神田橋 (0.4km) 通車。
- 1964年（昭和39年）9月21日 : 都心環狀線三宅坂系統交流道 - 霞關出入口 (1.4km) 通車。
- 1964年（昭和39年）10月1日 : 都心環狀線濱崎橋系統交流道 - 芝公園出入口 (1.4km)、3號澀谷線澀谷 - 澀谷 (1.3km) 通車。
- 1966年（昭和41年）7月2日 : 新增京橋系統交流道 (0.1km) 。8號線完成。
- 1966年（昭和41年）12月21日 : 1號羽田線機場西 - 羽田 (0.9km) 通車。
- 1967年（昭和42年）3月30日 : 5號池袋線竹橋系統交流道 - 西神田出入口(1.2km) 通車。
- 1967年（昭和42年）7月4日 : 都心環狀線芝公園 - 霞關系統交流道 (3.7km) 通車。都心環狀線完成。
- 1967年（昭和42年）9月2日 : 3號澀谷線谷町系統交流道 - 澀谷 (2.7km) 通車。
- 1967年（昭和42年）9月30日 : 2號目黒線一之橋系統交流道 - 戶越 (5.9km)、2號線完成。
- 1968年（昭和43年）7月19日 : 1號横羽線東神奈川出入口 - 淺田 (6.8km) 通車。總長突破50公里。
- 1968年（昭和43年）11月28日 : 1號横羽線淺田 - 羽田 (6.9km) 通車。
- 1969年（昭和44年）5月31日 : 1號上野線入谷出入口 - 本町 (3.6km) 通車。1號線完成。
- 1969年（昭和44年）6月27日 : 5號池袋線西神田 - 護國寺出入口 (3.9km) 通車。
- 1969年（昭和44年）12月19日 : 5號池袋線護國寺 - 北池袋出入口 (3.0km) 通車。
- 1971年（昭和46年）3月21日 : 6號向島線江戸橋系統交流道 - 向島出入口 (7.9km)、7號小松川線兩國系統交流道 - 京葉道路連接部分 (10.4km) 通車。7號線完成並與京葉道連接。
- 1971年（昭和46年）12月21日 : 3號澀谷線澀谷 - 東名高速連接部 (7.9km) 通車。3號線完成並與東名高速連接。
- 1972年（昭和48年）8月7日 : 1號横羽線東神奈川 - 横濱車站西口出入口 (2.2km) 通車。
- 1973年（昭和48年）2月15日 : 八重洲線西銀座系統交流道 - 神田橋系統交流道 (1.6km) 通車。八重洲線完成。總長度超過100公里。
- 1973年（昭和48年）8月15日 : 4號新宿線永福出入口 - 高井戶 (2.5km) 通車。
- 1973年（昭和48年）10月27日 : 4號新宿線初台 - 永福 (4.0km) 通車。
- 1976年（昭和51年）5月18日 : 4号新宿線中央道連接部 (0.7km) 通車。4號線完成並與中央道連接。
- 1976年（昭和51年）8月12日 : 灣岸線大井 - 13號地（現: 臨海副都心出入口）(2.8km) 通車。
- 1977年（昭和52年）8月19日 : 5號池袋線北池袋 - 高島平出入口(8.6km) 通車。
- 1978年（昭和53年）1月20日 : 灣岸線新木場出入口 - 浦安 (6.0km) 通車。千葉縣內通車。
- 1978年（昭和53年）3月7日 : 横濱車站西口 - 第三京濱連接部 (1.8km)、横濱公園出入口 - 金港系統交流道 (4.0km) 通車。神奈川1號線完成。
- 1980年（昭和55年）2月5日 : 9號深川線箱崎系統交流道 - 新木場 (7.0km) 通車。9號線完成。
- 1981年（昭和56年）5月19日 : 灣岸線有明 - 辰巳系統交流道 (1.7km) 通車。
- 1982年（昭和57年）3月30日 : 6號向島線向島 - 中央環狀線千住新橋出入口 (5.2km) 通車。
- 1982年（昭和57年）4月27日 : 灣岸線浦安 - 東關東道連接部 (6.9km) 通車。與東關東道連接。總長度突破150公里。
- 1983年（昭和58年）2月24日 : 灣岸線大井 - 東海系統交流道 (5.1km) 通車。
- 1983年（昭和58年）11月30日 : 中央環狀線堀切系統交流道 - 四木出入口 (1.4km) 通車。
- 1984年（昭和59年）2月2日 : 3號狩場線新山下出入口 - 横濱公園 (1.8km) 通車。
- 1984年（昭和59年）12月12日 : 灣岸線13號地（現: 臨海副都心出入口） - 有明 (1.8km)通車。
- 1985年（昭和60年）1月24日 : 6號三郷線小菅系統交流道 - 三鄉系統交流道 (10.6km) 通車。6號線完成並與常磐道連接。首都高路線首度進入埼玉縣。
- 1987年（昭和62年）9月9日 : 中央環狀線四木 - 葛西系統交流道 (11.2km)、千住新橋 - 川口線川口系統交流道 (16.5km) 通車。川口線完成並與東北道連接。總長度突破200公里。
- 1989年（平成元年）9月27日 : 5號大黑線生麥系統交流道 - 新山下系統交流道 (8.8km) 通車。5號大黑線完成、橫濱海灣大橋通車。
- 1989年（平成元年）12月26日 : 新增大井系統交流道。
- 1990年（平成2年）3月20日 : 3號狩場線石川町系統交流道 - 横横道路連接部 (7.7km) 通車。3號狩場線完成並連接横横道路。
- 1990年（平成2年）11月27日 : 5號池袋線高島平 - 戶田南出入口 (2.6km) 通車。
- 1993年（平成5年）8月26日 : 11號台場線芝浦系統交流道 - 有明系統交流道 (5.0km) 通車。11號台場線完成、彩虹大橋通車。
- 1993年（平成5年）9月27日 : 灣岸線空港中央出入口 - 東海系統交流道 (4.2km) 通車。
- 1993年（平成5年）10月26日 : 5號池袋線戶田南 - 美女木系統交流道 (2.2km)通車、5號線連接東京外環道。
- 1994年（平成6年）12月21日 : 灣岸線大黒系統交流道 - 空港中央 (16.4km) 通車。鶴見翼橋通車。
- 1997年（平成9年）12月18日 : 新增川崎浮島系統交流道、與東京灣橫斷道路連接。
- 1998年（平成10年）5月18日 : 埼玉大宮線美女木系統交流道 - 與野 (8.0km) 通車。埼玉大宮線完成。
- 1999年（平成11年）7月15日 : 横横道路連接部 - 杉田 (3.5km)、灣岸線三溪園出入口（暫稱） - 本牧埠頭 (4.1km) 通車。
- 2000年（平成12年）4月17日 : 埼玉新都心線新都心西出入口通車。
- 2001年（平成13年）10月22日 : 灣岸線杉田 - 三溪園 (7.0km) 通車。湾岸線全線通車。
- 2002年（平成14年）4月30日 : 6號川崎線川崎浮島系統交流道 - 殿町出入口 (3.5km) 通車。
- 2002年（平成14年）12月25日 : 中央環狀線板橋系統交流道 - 江北系統交流道 (7.1km) 通車。
- 2004年（平成16年）5月26日 : 埼玉新都心線與野 - 新都心出入口 (2.3km) 通車。
- 2005年（平成17年）10月1日 : 首都高速道路股份有限公司設立。
- 2006年（平成18年）8月4日 : 埼玉新都心線新都心 - 埼玉見沼出入口 (3.5km) 通車。埼玉新都心線完成。
- 2007年（平成19年）12月22日 : 中央環狀線西新宿系統交流道 - 熊野町系統交流道 (6.7km) 通車。灣岸線13號地改稱為臨海副都心。
- 2009年（平成21年）2月11日 : 10號晴海線豐洲 - 東雲系統交流道 (1.5km) 通車。
- 2009年（平成21年）3月29日 : 1號横羽線大師出入口（横濱方向）通車。
- 2010年（平成22年）3月28日 : 中央環狀線大橋系統交流道 - 西新宿系統交流道 (4.3km) 通車。
- 2010年（平成22年）10月20日 : 6號川崎線大師系統交流道 - 殿町 (2.0km) 通車。總長度突破300公里。
- 2012年（平成24年）1月1日 : 收費制度變更為里程收費制。
- 2012年（平成24年）12月20日 : 通車50周年。
- 2013年（平成25年）4月1日 : 10號晴海線豐洲出入口設置了首都高第一台自動精算機[4]。
- 2015年（平成27年）3月7日：中央環狀線大井系統交流道 - 大橋系統交流道 (9.4km) 通車。中央環狀線全線通車。

## 速限
- 大部分為60km/h。
- 都心環狀線為50km/h。
- 灣岸線、神奈川縣和埼玉縣一部分區間為80km/h。
  - 灣岸線為6車道道路，直線路段多彎道又少，因此行駛此路段的車輛經常超速，所以這裡是警方取締超速熱點。機場中央出入口周邊被指定為測速照相與白色警用重機超速取締重點路線。

## 收費

### 現行收費制度
2012年（平成24年）1月1日，收費方式從均一收費制變更為里程收費制。
(註:以下貨幣單位皆為日圓。)

#### 基本通行費
ETC車（無線通行）
計費方式如下表。
自2016年（平成28年）4月1日凌晨0點起，首都高的收費制度與高速道路同步，為此公布了新的通行費表。
|            |            | 輕自動車・普通自動二輪車・大型自動二輪車 | 輕自動車・普通自動二輪車・大型自動二輪車 | 普通車     | 普通車     | 中型車     | 中型車     | 大型車     | 大型車     | 特大車  | 特大車  |
| 通行費下限 | 通行費上限 | 通行費下限                               | 通行費上限                               | 通行費下限 | 通行費上限 | 通行費下限 | 通行費上限 | 通行費下限 | 通行費上限 |         |         |
| ---------- | ---------- | ---------------------------------------- | ---------------------------------------- | ---------- | ---------- | ---------- | ---------- | ---------- | ---------- | ------- | ------- |
| ETC車      | ETC車      | 270圓                                    | 1,070圓                                  | 300圓      | 1,300圓    | 310圓      | 1,380圓    | 390圓      | 2,040圓    | 460圓   | 2,600圓 |
| 現金車     | 現金車     | 1,070圓                                  | 1,070圓                                  | 1,300圓    | 1,300圓    | 1,380圓    | 1,380圓    | 2,040圓    | 2,040圓    | 2,600圓 | 2,600圓 |

- 行駛距離在4.4公里以下或者超過35.6公里之ETC車分別適用上表的通行費下限與通行費上限。

| 行駛距離            | 普通車 | 大型車  |
| ------------------- | ------ | ------- |
| 6公里以下           | 510圓  | 1,030圓 |
| 6公里 - 12公里以下  | 610圓  | 1,230圓 |
| 12公里 - 18公里以下 | 720圓  | 1,440圓 |
| 18公里 - 24公里以下 | 820圓  | 1,640圓 |
| 超過24公里          | 930圓  | 1,850圓 |

#### ETC折扣
大量・高頻度使用折扣
以運送業者為對象實施的折扣。
車輛單位折扣額是按照ETC卡的月間利用額來計算並對應表1。此外，2012年1月～2014年3月利用者對應次表2。
| 月間利用額                | 折扣率 |
| ------------------------- | ------ |
| 5,000圓以下               | 0%     |
| 5,000圓超 - 10,000圓以下  | 2%     |
| 10,000圓超 - 30,000圓以下 | 5%     |
| 30,000圓超 - 50,000圓以下 | 8%     |
| 超過50,000圓              | 12%    |

| 月間利用額                  | 折扣率 |
| --------------------------- | ------ |
| 5,000圓以下                 | 0%     |
| 5,000圓以上 - 10,000圓以下  | 10%    |
| 10,000圓以上 - 30,000圓以下 | 15%    |
| 超過30,000圓                | 20%    |

會社間轉乘折扣
2012年1月1日起，在首都高的行車里程不超過6公里且到連接地點最近出入口的條件下，行駛至直接連接首都高速的NEXCO轄下高速公路（包含一般收費道路）時，普通車可折扣100圓、大型車折扣210圓。
- 從中央自動車道轉乘東京灣橫斷道路者，普通車折扣210圓、大型車折扣410圓。
- 東京外環自動車道與大宮線間的轉乘不適用。

中央環狀線迂回利用折扣
2012年1月1日開始。利用放射線上行入口到其他放射線下行出口（限從中央環狀線外側的出入口）且不經過都心環狀線而繞道中央環狀線者，普通車折扣100圓、大型車折扣210圓。2016年3月31日終了。
放射道路起訖點區間折扣
2012年1月1日開始，2016年3月31日終了。
埼玉線内利用折扣
2012年1月1日起，利用舊埼玉線（包含戶田出入口的大宮線・埼玉新都心線）者，普通車折扣100圓、大型車折扣210圓。
羽田機場訪問折扣
2012年1月1日開始。2016年3月31日取消。

### 2011年(含)前的均一通行費
下列為變更成里程計費制前（2011年12月當時）的內容。
「東京線」、「神奈川線」、「埼玉線」視為3個獨立地區（收費圏）。通過複數個收費圈時須繳納額外通行費。
| 地區     | 普通車 | 大型車  |
| -------- | ------ | ------- |
| 東京線   | 700圓  | 1,400圓 |
| 神奈川線 | 600圓  | 1,200圓 |
| 埼玉線   | 400圓  | 800圓   |

特定區間折扣
行經下列路段時若符合資格可獲得折扣。
| 路線     | 路線                            | 區間                                                     | 對象車輛 |
| -------- | ------------------------------- | -------------------------------------------------------- | -------- |
| 東京線   | 1號上野線                       | 入谷・上野→本町                                          | 限ETC車  |
| 東京線   | 1號上野線                       | 本町→上野・入谷                                          | 全車     |
| 東京線   | 1號羽田線                       | 平和島～羽田                                             | 全車     |
| 東京線   | 4號新宿線                       | 永福→高井戶・中央道                                      | 全車     |
| 東京線   | 4號新宿線                       | 中央道・高井戸→永福                                      | 限ETC車  |
| 東京線   | 灣岸線                          | 浮島・川崎浮島系統交流道～灣岸環八・機場中央             | 全車     |
| 神奈川線 | 神奈川1號横羽線                 | 大師～羽田                                               | 全車     |
| 神奈川線 | 神奈川1號横羽線 神奈川2號三澤線 | 東神奈川～横濱車站西口・三澤・三澤系統交流道             | 限ETC車  |
| 神奈川線 | 神奈川2號三澤線                 | 港未來～横濱車站東口・横濱車站西口・三澤・三澤系統交流道 | 限ETC車  |
| 神奈川線 | 灣岸線                          | 並木交流道（横横道路）・幸浦→杉田                        | 限ETC車  |
| 神奈川線 | 灣岸線                          | 杉田→幸浦・並木交流道（横横道路）                        | 全車     |
| 神奈川線 | 灣岸線                          | 東扇島～川崎浮島系統交流道・浮島                         | 限ETC車  |
| 神奈川線 | 神奈川6号川崎線                 | 殿町～川崎浮島系統交流道                                 | 限ETC車  |
| 埼玉線   | 埼玉大宮線                      | 戶田・美女木系統交流道～浦和南                           | 全車     |
| 埼玉線   | 埼玉新都心線                    | 新都心～埼玉見沼                                         | 限ETC車  |

| 路線     | 路線            | 區間                                 | 對象車輛 |
| -------- | --------------- | ------------------------------------ | -------- |
| 東京線   | 3號澀谷線       | 池尻～三軒茶屋・用賀・東名高速       | 限ETC車  |
| 東京線   | 灣岸線          | 浦安～千鳥町・東關東道               | 限ETC車  |
| 東京線   | 川口線          | 新郷～安行・新井宿・川口系統交流道   | 限ETC車  |
| 東京線   | 6號三郷線       | 八潮南～八潮・三郷・三郷系統交流道   | 限ETC車  |
| 神奈川線 | 神奈川3號狩場線 | 阪東橋～花之木・永田・狩場系統交流道 | 限ETC車  |

#### 因里程收費制取消的ETC折扣
- 時間帶折扣（平日夜間折扣、例假日折扣）
- 一般頻率使用折扣
- 會社間連續利用折扣 - 從並木經過横濱横須賀道路到横濱地區指定出入口（杉田・三溪園・石川町・横濱公園）[11]。普通車折扣100圓、大型車折扣200圓。

#### 通行費的演變
隨著1962年京橋-芝浦通車並繼續延伸新路線，通行費也因為考慮物價上升率和新路線的成本回收而逐步上漲。
普通車的通行費金額演變如下表。此外，大型車通行費為普通車2倍。
| 收費改定年月日             | 普通車通行費                                                       | 普通車通行費                                                       | 普通車通行費                                                       | 備註                                 |
| 收費改定年月日             | 東京線                                                             | 神奈川線                                                           | 埼玉線                                                             | 備註                                 |
| -------------------------- | ------------------------------------------------------------------ | ------------------------------------------------------------------ | ------------------------------------------------------------------ | ------------------------------------ |
| 1962年（昭和37年）12月20日 | 50圓                                                               | 未開業                                                             | 未開業                                                             | 京橋 - 芝浦（4.5km）通車、暫定收費   |
| 1963年（昭和38年）12月21日 | 100圓                                                              | 未開業                                                             | 未開業                                                             | 本料金へ移行                         |
| 1964年（昭和39年）08月02日 | 150圓                                                              | 未開業                                                             | 未開業                                                             |                                      |
| 1968年（昭和43年）07月19日 | 150圓                                                              | 100円                                                              | 未開業                                                             | 淺田 - 東神奈川（6.8km）開通         |
| 1968年（昭和43年）11月28日 | 150圓                                                              | 150圓                                                              | 未開業                                                             |                                      |
| 1970年（昭和45年）04月01日 | 200圓                                                              | 150圓                                                              | 未開業                                                             |                                      |
| 1974年（昭和49年）08月01日 | 250円                                                              | 200圓                                                              | 未開業                                                             |                                      |
| 1976年（昭和51年）08月12日 | 300圓                                                              | 200圓                                                              | 未開業                                                             |                                      |
| 1978年（昭和53年）03月07日 | 300圓                                                              | 300圓                                                              | 未開業                                                             |                                      |
| 1980年（昭和55年）02月05日 | 400圓                                                              | 300圓                                                              | 未開業                                                             |                                      |
| 1984年（昭和59年）02月02日 | 400圓                                                              | 350圓                                                              | 未開業                                                             |                                      |
| 1985年（昭和60年）01月24日 | 500圓                                                              | 350圓                                                              | 未開業                                                             |                                      |
| 1985年（昭和60年）04月01日 | 500圓                                                              | 400圓                                                              | 未開業                                                             |                                      |
| 1987年（昭和62年）09月10日 | 600圓                                                              | 400圓                                                              | 未開業                                                             |                                      |
| 1994年（平成06年）05月09日 | 700圓                                                              | 500圓                                                              | 未開業                                                             |                                      |
| 1998年（平成10年）05月18日 | 700圓                                                              | 500圓                                                              | 400圓                                                              | 美女木系統交流道 - 與野（8.0km）開通 |
| 2002年（平成14年）07月01日 | 700圓                                                              | 600圓                                                              | 400圓                                                              |                                      |
| 2012年（平成24年）01月01日 | ≦6km：500圓、≦12km：600圓、≦18km700圓、≦24km：800圓、＞24km：900圓 | ≦6km：500圓、≦12km：600圓、≦18km700圓、≦24km：800圓、＞24km：900圓 | ≦6km：500圓、≦12km：600圓、≦18km700圓、≦24km：800圓、＞24km：900圓 |                                      |
| 2014年（平成26年）04月01日 | ≦6km：510圓、≦12km：610圓、≦18km720圓、≦24km：820圓、＞24km：930圓 | ≦6km：510圓、≦12km：610圓、≦18km720圓、≦24km：820圓、＞24km：930圓 | ≦6km：510圓、≦12km：610圓、≦18km720圓、≦24km：820圓、＞24km：930圓 |                                      |

中央環狀王子線在2002年12月通車時有將東京線通行費上漲到800圓的方案，但後來被取消。

## 交通量
近年來各年度首都高全線單日交通量如下表所示。
2010年度以前合計東京線·神奈川線·埼玉線的各自的通行台數並重複計算通過複數收費圈的車輛。2011年度改用距離收費制以後通過有轉乘東京線·神奈川線·埼玉線者並未重複計算。
| 年度               | 通行台數  |
| ------------------ | --------- |
| 2009年（平成21年） | 1,119,739 |
| 2010年（平成22年） | 1,113,870 |
| 2011年（平成23年） | 956,459   |
| 2012年（平成24年） | 949,430   |

## 形象大使
- Mr.ETC（2007年4月入社）編制於ETC推進小組
- Ms.カレージョETC（從2007年12月開始宣導ETC安全行駛宣傳活動）

## 構想中・計畫中路線
以下路線為東京都市圈自動車專用道路(快速道路)，因為各道路和其經營者皆為未定而不一定會成為首都高速的路線。計畫・事業化等也都未定，預計事業化者也不明。 斜體字者為暫稱。

### 現有路線延伸
- 首都高速1號上野線延伸計畫(II期)(入谷出入口 - 本木系統交流道)
  - 預定連接首都高速中央環狀線(C2)

- 首都高速2號目黑線2號線延伸計畫(荏原出入口 - 川崎市内)
  - 預定連接第三京濱道路

- 首都高速10號晴海線延伸計畫(築地1丁目附近/新富町系統交流道 - 晴海臨時出入口以後的築地方向出入口)(東雲系統交流道 - 第二東京灣岸道路)
  - 在築地1丁目附近與新富町系統交流道2地預計連接首都高速都心環狀線(C1)
  - 在首都高速都心環状線(C1)的預訂連接地點，都心新宿線有往新宿方向延伸的計畫。
  - 於2012年度預定完成的晴海臨時出入口在本計畫路線實施號將廢除『築地方向出入口』。
  - 從東雲系統交流道往南延伸連接計畫中的第二東京灣岸道路

- 川崎縱貫道路延伸(II期)(富士見出入口 - 北見方系統交流道 - 宿河原系統交流道或堰系統交流道)
  - 預定在北見方系統交流道與第三京濱道路連接
  - 預定在宿河原系統交流道或堰系統交流道與東名高速公路連接
  - 計畫從宿河原系統交流道或堰系統交流道向西延伸通過稻城大橋後與中央自動車道連接。
  - 從富士見出入口到北見方系統交流道間通過國道409號(府中街道)的可能性相當高，但也可能會大幅度變更。
  - 宿河原系統交流道或堰系統交流道用斜體標示是因為具體方案尚未決定而重複此暫稱。

### 地域高規格道路候補路線

#### 東京都
- 都心新宿線(新富町系統交流道 - 首都高速中央環狀線(C2)新宿附近)
  - 首都高速中央環狀線(C2)在新宿附近的連接地點以西之多摩新宿線有往北多摩方向延伸的計畫。

- 多摩新宿線(首都高速中央環狀線(C2)新宿附近 - 北多摩方向)
  - 預定連接圈央道

- 高速練馬線
  - 從關越自動車道連接首都高速中央環状新宿線(C2)並預定連接計畫中的高速内環狀線

- 高速北千葉線(首都高速中央環狀線 - 北千葉道路)
  - 首都高速中央環狀線往北千葉道路的連絡道。
  - 預定連接北千葉道路
  - 原本首都高速11號台場線在都市計畫法上(都市計畫道路)為「12號線」、高速北千葉線為「11號線」

- 第二東京灣岸道路
  - 比高速灣岸線更靠海。

- 高速内環狀線

#### 神奈川縣
- 橫濱環狀道路（西側區間）(戶塚交流道 - 港北交流道/系統交流道)

- 首都高速神奈川4號磯子線(阪東橋系統交流道(暫稱) - 首都高速灣岸線磯子區磯子1丁目附近)
  - 請參考路線。

- 高速扇島線
  - 大致上與都市計畫道路川崎縱貫線(I期)相同

## 關係企業
- 首都高速道路服務（日语：首都高速道路サービス）株式會社（負責管理首都高速公路轄下停車區）
- 首都高繳費服務西東京株式會社（負責首都高速道路通行費收取業務）
- 首都高繳費服務東東京株式會社（負責首都高速道路通行費收取業務）
- 首都高繳費服務神奈川株式會社 （页面存档备份，存于）（負責首都高速道路通行費收取業務）
- 首都高巡邏株式會社（負責首都高速道路轄下交通管理業務）
- 首都高技術株式會社（負責維持修繕首都高速道路轄下設備）
- 首都高保養西東京株式會社（負責維持修繕首都高速道路轄下土木設備）
- 首都高保養東東京株式會社（負責維持修繕首都高速道路轄下土木設備）
- 首都高保養神奈川株式會社（負責維持修繕首都高速道路轄下土木設備）
- 首都高電氣保養株式會社（負責維持修繕首都高速道路轄下電氣設備）
- 首都高ETC保養株式會社（負責首都維持修繕高速道路轄下收費站設備）
- 首都高機械保養株式會社（負責首都維持修繕高速道路轄下機械設備）
- 首都高速保險株式會社　（辦理車輛保險與人壽保險）

## 發行物
1964年8月1日，郵政省發行面額10圓的首都高速道路通車紀念郵票。

## 關連項目
- 日本高速公路
- 日本高速公路列表
- 都市高速道路
- 地域高規格道路
- 東京高速道路株式會社（東京都內另一家高速道路業者，僅經營一條位於銀座的同名路線，俗稱「會社線」或「KK線」）
- 3環狀9放射

## 脚注
1. ↑  ロム・インターナショナル（編）. . KAWADE夢文庫. 河出書房新社. 2005-02-01: 56. ISBN 4-309-49566-4.
2. ↑  晴海線概要 的存檔，存档日期2013-08-06.（首都高速道路株式会社、2013年4月16日閲覧）
3. ↑  . 首都高速道路株式会社. 2017-04-03  [2017-04-03]. （原始内容存档于2017-04-04）. （页面存档备份，存于）
4. ↑  高速10号晴海線（下り）豊洲料金所他22料金所において料金精算機を導入します （页面存档备份，存于） - 首都高速道路株式会社、2013年2月8日閲覧
5. ↑  . 首都高速道路. 2011-11-02  [2011-11-04]. （原始内容存档于2011-11-07）. （页面存档备份，存于）
6. ↑  . 首都高速道路. 2012-01-01  [2012-01-01].[]
7. ↑  都道首都高速１号線等に関する協定の一部を変更する協定（平成23年６月13日付け）PDF（903KB）
8. ↑  「都道首都高速1号線等に関する事業」別紙-22（平成23年11月2日変更許可）PDF（501KB）
9. ↑   (新闻稿). 首都高速道路株式会社. 2016  [2016-03-17]. （原始内容存档于2016-03-16）.
10. ↑  料金・距離表PDF
11. ↑  2012年からの会社間乗継割引では、杉田発着のみが割引対象になる。
12. ↑  首都高速道路の料金改定の経緯PDF - 国土交通省

## 外部鏈結
- 首都高速道路 （日語和英語）
  - 首都高速道路企業網站 （页面存档备份，存于）
  - 交流道位置圖 （页面存档备份，存于）
  - 系統交流道位置圖 （页面存档备份，存于）
  - 首都高速道路更新計劃 （日語）
- YouTube上的首都高速道路株式會社頻道 （日語）

### 相關法令
- 道路法 （页面存档备份，存于）
- 道路法施行令 （页面存档备份，存于）
- 道路構造令 （页面存档备份，存于）